# Leo Loeb

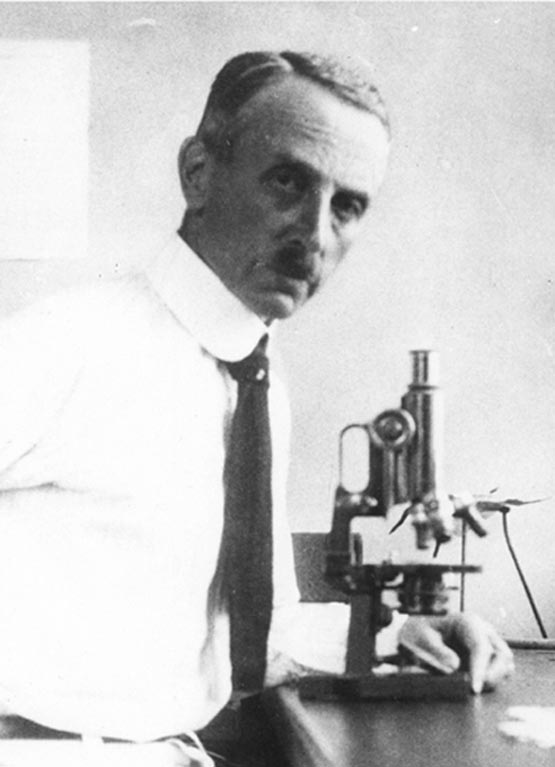
Leo Loeb, 1915

Leo Loeb (* 21. September 1869 in Mayen, Preußen; † 28. Dezember 1959 in St. Louis, Missouri, USA) war ein deutsch-amerikanischer Arzt und Forscher. Er wurde vor allem durch seine ab etwa 1900 begonnene Arbeit auf dem Gebiet der Krebsentstehung und Vererbung sowie der Mit- und Weiterentwicklung von bis heute relevanten Methoden wie Zellkulturen und Tierversuchen bekannt.

## Leben
Leo Loeb wurde 1869 in Mayen, Preußen, als Sohn eines jüdischen Geschäftsmannes geboren. Nach dem Tod seiner Eltern wuchs er zusammen mit seinem älteren Bruder Jacques Loeb, dem späteren Biologen, bei seinem Onkel in Berlin auf. Aufgrund gesundheitlicher Probleme besuchte er mehrheitlich Schulen in deutschen Kurorten. Nach jeweils nur kurzen Aufenthalten an den Universitäten von Heidelberg, Berlin, Freiburg und Basel schrieb er sich letztlich 1890 an der Medizinischen Fakultät der Universität Zürich ein, wo er 1897 promoviert wurde.

## Arbeit und Forschung
Loebs Abschlussarbeit über Hauttransplantationen bei Tieren und sein älterer Bruder Jacques überzeugten Loeb von einer Karriere in der medizinischen Forschung. Loeb folgte seinem Bruder nach Chicago, wo er nach kurzer Tätigkeit in einer Klinik, die ihm nicht zusagte, eine Anstellung als Forscher und Dozent an der University of Illinois at Chicago antreten konnte. Loeb beschäftigte sich mit Blutkoagulation und Tumormedizin. Dabei bediente sich Loeb der relativ neuen Technik der Zellkultur, der Kultivierung und Beobachtung von Zellen außerhalb des Organismus (ex vivo).
Loeb bekam eine Stelle an der McGill University in Montreal, konnte sich jedoch nicht mit den kalten Wintern arrangieren und wechselte 1903 an die University of Pennsylvania in Philadelphia. 1907 publizierte Loeb eine seiner bekanntesten Studien, in welcher er zeigte, dass Brustkrebs bei Mäusen vererbt werden kann, was später auch bei Menschen beobachtet werden konnte.
1910 wurde Loeb erster Direktor des neu gegründeten Barnard Free Skin & Cancer Hospital. Loeb forschte weiter an den Ursachen und der Vererbung von Krebs. Zusammen mit Abbie Lathrop entwickelte er geeignete Inzuchtlinien und Tiermodelle. Damit konnten sie zeigen, dass sich die Entstehung von Brustkrebs bei verschiedenen Mausstämmen unterschied und das Risiko verringert werden kann, wenn die Eierstöcke entfernt und die damit verbundene Hormonausschüttung gestoppt wird. Dass die Krebsentstehung sowohl vom Erbgut als auch hormonell beeinflusst wird, war eine wichtige Erkenntnis der damaligen Krebsforschung.
Ab 1915 arbeitete Loeb als Professor an der Washington University School of Medicine, von welcher er 1924 Präsident wurde. Loeb heiratete 1922 die Medizinerin Georgiana Sands, mit der er auch wissenschaftlich kollaborierte. Neben seiner Forschung an Transplantationen und Krebsentstehung widmete er sich vermehrt auch dem Hormonsystem und war 1929 an der Entdeckung von Thyreotropin beteiligt. Loeb wurde 1937 in die National Academy of Sciences gewählt.
Loeb trat 1941 von seinen Ämtern zurück und lebte bis zu seinem Tod 1959 mit seiner Frau in St. Louis.